# Janina Róża Giedroyć-Wawrzynowicz

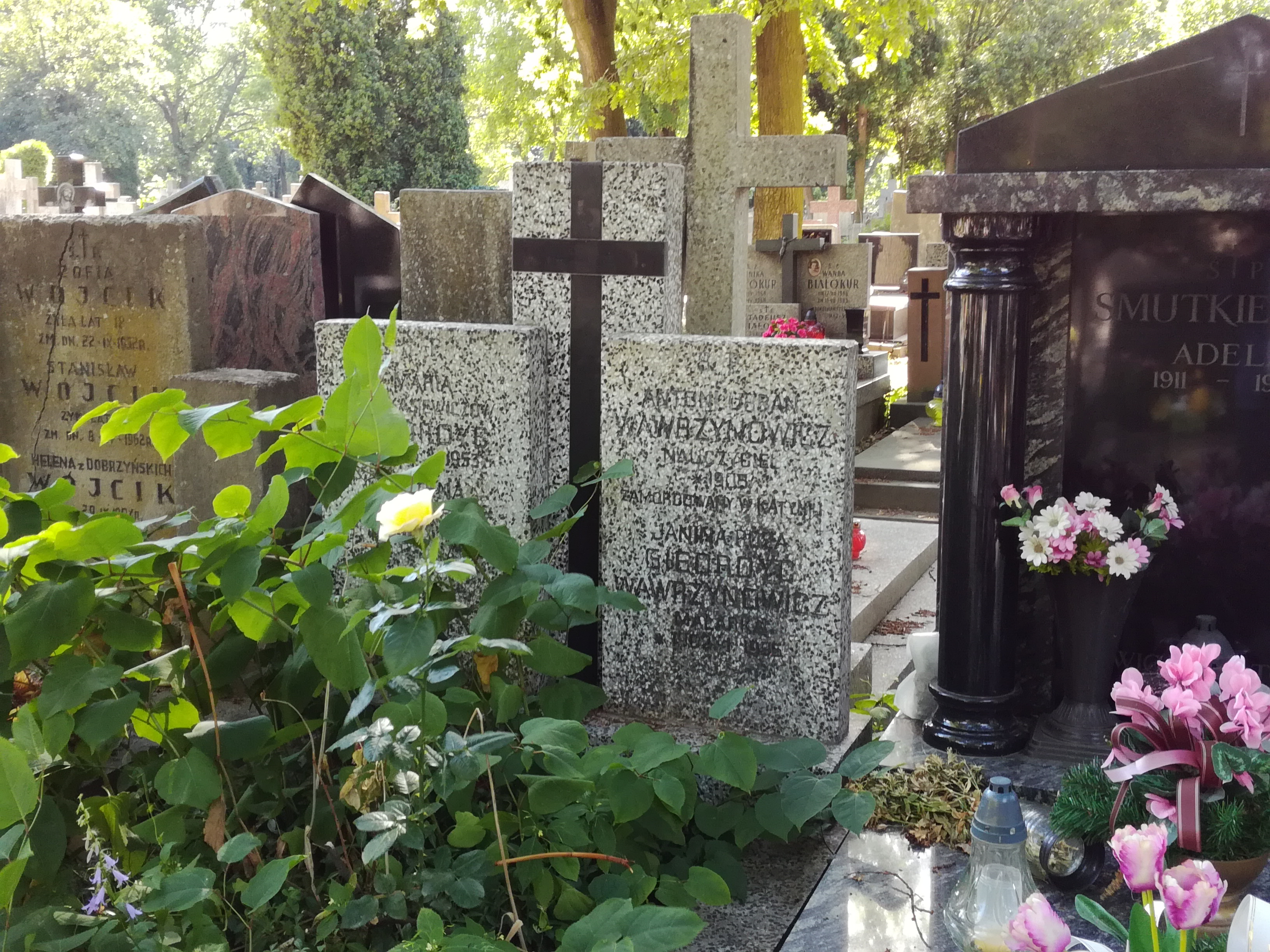
Grób Janiny Giedroyć-Wawrzynowicz na cmentarzu Bródnowskim

Janina Róża Giedroyć-Wawrzynowicz (ur. 1902 w Warszawie, zm. 1995 tamże) – polska malarka.

## Życiorys
Ukończyła Szkołę Sztuk Pięknych w Warszawie, do grona jej wykładowców należeli Władysław Skoczylas, Edmund Bartłomiejczyk, Józef Czajkowski, Bonawentura Lenart, Edward Czerwiński. Po uzyskaniu dyplomu rozpoczęła pracę pedagogiczną ucząc projektowania i tkania kilimów, równocześnie poświęcając czas plastyce. W 1932 odkryła i stosowała drzeworyt białego druku na czarnym tle, co przyniosło jej uznanie zarówno w kraju, jak i w środowiskach artystycznych we Włoszech i Francji. Uczestniczyła w wielu konkursach, gdzie jej prace zdobyły nagrody i uznanie krytyków. Wystawiała w Instytucie Propagandy Sztuki, podczas organizowanych w Warszawie Międzynarodowych Wystaw Drzeworytów (1933, 1936) oraz za granicą, w Paryżu, Florencji, Marsylii i Chicago. Podczas II wojny światowej uczyła plastyki podczas tajnych kompletów otwockiego gimnazjum. W 1940 w Katyniu zginął mąż artystki Urban Antoni Wawrzynowicz, który był nauczycielem w gimnazjum i liceum w Otwocku. Podczas powstania warszawskiego znaczna część prac Janiny Giedroyć-Wawrzynowicz uległa zniszczeniu, wiele prac zaginęło. Po 1945 kontynuowała pracę dydaktyczną, malowała obrazy i tworzyła grafiki, które uczestniczyły w licznych wystawach krajowych, wystawa indywidualna jej prac miała miejsce w Londynie. Janina Róża Giedroyć-Wawrzynowicz zmarła w wieku 93 lat i została pochowana w grobowcu rodzinnym na cmentarzu Bródnowskim (kw. 26M-III-28). 
Dorobek artystyczny obejmuje ok. siedemset prac, które znajdują się w Muzeum Narodowym w Warszawie, Muzeum Sportu i Turystyki w Warszawie, Muzeum Historii Polskiego Ruchu Ludowego, Muzeum Akademii Sztuk Pięknych, Muzeum Ziemi Otwockiej, Bibliotece Narodowej w Warszawie, Muzeum Historii Żydów Polskich w Warszawie, Muzeum Powstania Warszawskiego, a także w zbiorach rodzinnych i kolekcjach prywatnych w kraju, Wielkiej Brytanii, Czechach oraz we Włoszech.